# 民主維新
民主維新，原民主鬥陣與臺左維新，台灣社會與政治團體，受太陽花學運影響，成立初期主張以左翼反壓迫作為實現國家正常化的手段。臺左維新於2014年5月3日正式成立，並於2015年11月15日召開成立大會，登記為社團法人。當時主要目標為制憲正名獨立，同時也提出反對財團控制、反對威權政治、主張恢復社會正義等主張。2016年8月21日，臺左維新與民主鬥陣宣布即將合併；同年12月19日，正式合併為民主維新。
合併後許多創始成員退出組織運作，直到2017年10月召開第二屆會員大會時，成員已與創立時完全不同，會中並通過決議變更組織宗旨為「促進台灣民主發展」，一般認為該組織已與2014年創立時之定位角色不同，截至2018年9月為止，該組織未再參與各種抗議政府的活動，而是以各種國際交流活動為主。

## 歷史
2014年5月3日，臺左維新成立。6月26日，臺左維新、公投護台灣聯盟、基進側翼、民主黑潮學生聯盟、貳樓自經區小組等團體發起「立院回娘家」行動，號召曾參與太陽花學運的人員重新回到立法院，抗議立法院臨時會審議《自由經濟示範區特別條例》草案。
7月30日，臺左維新、台灣獨立建國聯盟、公投護台灣聯盟、台灣基督長老教會、獨立台灣會、台灣民族同盟、台灣國辦公室、台灣北社、台灣東社與908台灣國運動舉行記者會宣布成立台灣獨立建國選舉連線，宣稱「自己的台灣自己救，台灣不能沒有獨立建國的聲音」。
8月27日，基隆市中正公園2座蔣中正銅像被人噴漆「殺人凶手」、「下地獄吧」等字眼。8月28日，臺左維新成員集體至台北市政府警察局中正第一分局，在大門召開記者會，宣稱要「集體自首」並要求蔣中正銅像全面撤離公共場所，高喊「台獨萬歲」後進入製作筆錄。2015年1月，基隆地檢署以未構成妨害公務、及管理人員表示不告為由，予不起訴處分。
9月28日，台灣民間團體舉行晚會聲援香港佔領中環與要求真普選行動，臺左維新與島國前進、黑色島國青年陣線等多個社運團體聯合佔領臺北市香港經濟貿易文化辦事處一樓大廳舉行「為民主守夜」活動。
12月10日，臺左維新在臺北市中正紀念堂自由廣場主辦「青年救扁音樂會」，指控前總統陳水扁遭政治迫害，主張政府應釋放陳水扁。2015年1月5日，陳水扁正式獲得保外就醫，離開監獄。
2015年3月26日，針對中華人民共和國開放M503航線，可能侵犯台灣領空一事，臺左維新與黑島青等團體至陸委會大廳抗議，遭警方驅離。3月27日，10餘名臺左維新與黑島青的成員轉至立法院抗議，台聯黨團佔領立法院主席台，杯葛議事進行。3月31日，參加2015年抗議加入亞洲基礎設施投資銀行行動。